# Janowice Małe
Janowice Małe – część miasta Zamościa w województwie lubelskim. Stanowi część dzielnicy Karolówka (w przeciwieństwie do Janowic Dużych, które stanowią część dzielnicy Janowice (od 1918 w granicach Zamościa).
Leżą w zachodniej części miasta, w okolicy ulicy Szczebrzeskiej.
Dawniej samodzielna wieś w gminie Nowa Osada, gdzie 14 października 1933 wraz z Karolówką utworzyła gromadę o nazwie Janowice Małe. 12 stycznia 1934 Janowice Małe z Karolówką włączono w granice Zamościa.